# باول ماغيري (سياسي)
باول ماغيري (بالإنجليزية: Paul Maguire)‏ هو محام بالقضاء العالي وقاضي وسياسي بريطاني، ولد في 10 نوفمبر 1952. نشط حزبياً في حزب التحالف لأيرلندا الشمالية ‏. في انتخابات الجمعية التشريعية لأيرلندا الشمالية 1982 ‏، انتخب عضو الجمعية التشريعية لأيرلندا الشمالية 1982-1986 ‏ وقد انضم خلال فترته النيابية ‏ للكتلة البرلمانية حزب التحالف لأيرلندا الشمالية ‏.